# Шеін Владислав Владиславович
Владислав Владиславович Шеін (2001—2022) — солдат збройних сил України, учасник російсько-української війни.

## Життєпис
Народився 3 березня 2001 року в місті Дніпропетровськ. Був студентом Національного юридичного університету імені Ярослава Мудрого, навчався на четвертому курсі факультету адвокатури. Також закінчив військову кафедру. 
У Дніпрі він був відомим як талановитий дзюдоїст. Займався цим видом спорту ще з 6 років. Неодноразово виборював нагороди чемпіонатів Дніпропетровської області та всеукраїнських турнірів.
З початком повномасштабного російського вторгнення,  3 березня 2022 року,  пішов добровольцем служити на фронт у лавах 128-ої окремої бригади територіальної оборони ЗСУ. Був стрільцем 233-го окремого батальйону, 2 рота, 2 взвод. Спочатку їхній батальйон ніс службу в Лозовій на Харківщині, а потім – на Запорізькому напрямку. Разом із побратимами звільняв Балаклею, Шевченкове, Куп’янськ. Позивний «Тайфун», Владислав взяв за назвою клубу дзюдо, де займався із 6 років.
8 листопада 2022 року Владислав загинув поблизу селища Новоселівське Сватівського району Луганської області під час виконання бойового завдання. Українські бійці тримали фланг, а окупанти пішли у наступ, прорвавши лінію оборони. Владислав йшов попереду, коли почався танковий обстріл, взявши вогонь на себе, військовий врятував життя чотирьох побратимів, але отримав отримав поранення, несумісні із життям.
Три дні тіло Владислава Шеіна не могли евакуювати через шквальні обстріли.

## Нагороди
- Орден «За мужність» III ступеня[6].
- Почесна відзнака «За мужність і відвагу»[5]

## Вшанування
- 1 грудня 2023 року На школі № 29 міста Дніпра відкрито меморіальну дошку[7].